# رافیگا شابانووا
رافیگا شابانووا (انگلیسی: Rafiga Shabanova؛ زادهٔ ۳۱ اکتبر ۱۹۴۳) بازیکن هندبال اهل اتحاد جماهیر شوروی سوسیالیستی بود.